# Kuşsaray, Aydıncık
Kuşsaray là một xã thuộc huyện Aydıncık, tỉnh Yozgat, Thổ Nhĩ Kỳ. Dân số thời điểm năm 2010 là 64 người.